# Cachoeira de Minas
Cachoeira de Minas este un oraș în unitatea federativă Minas Gerais (MG), Brazilia.